# ۱۰۲۳ (خورشیدی)
۱۰۲۳
۱۰۲۳ هزار و بیست و سومین سال هجری خورشیدی است.